# Edward Albee

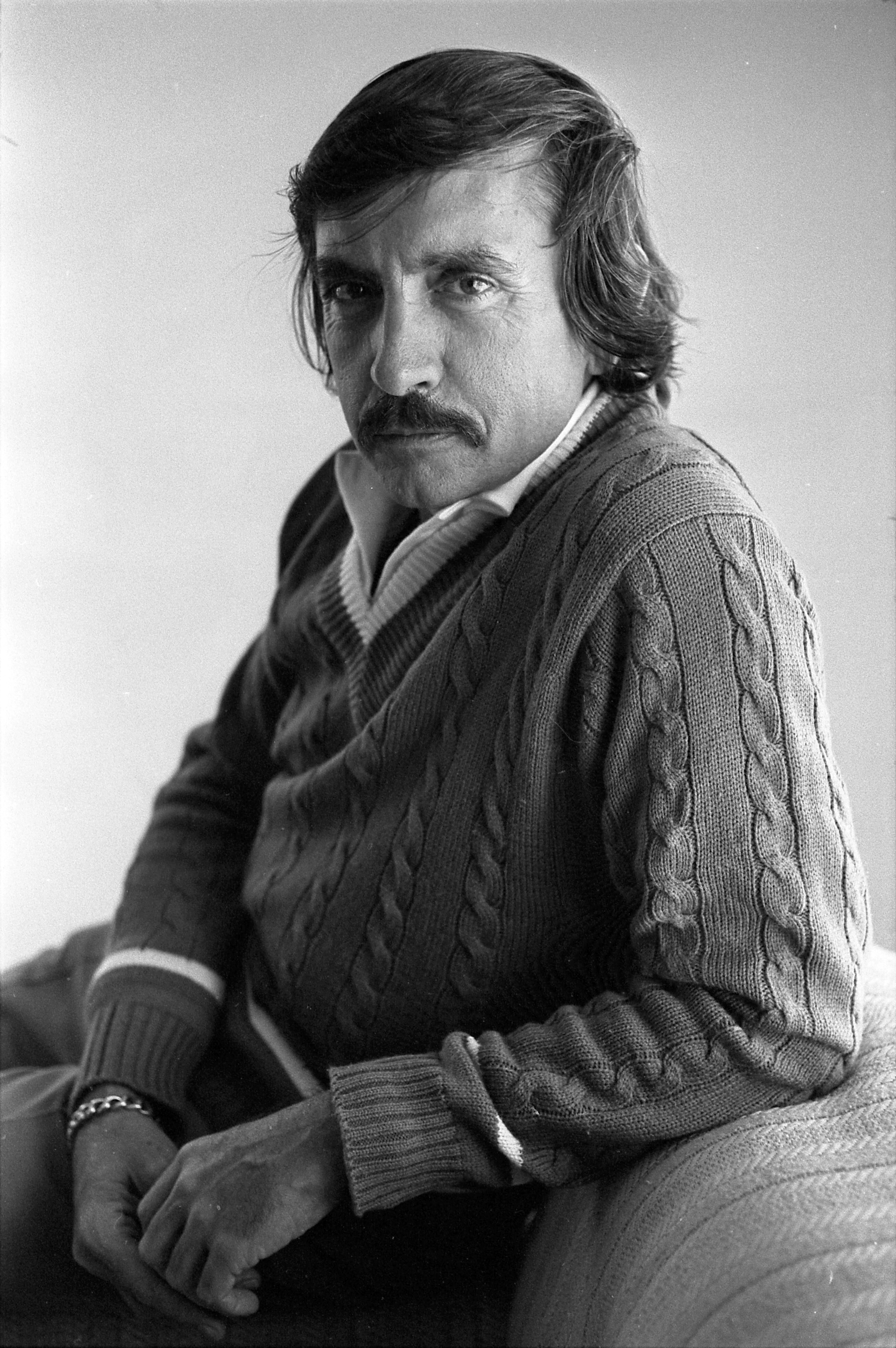
Edward Albee (1975)

Edward Franklin Albee (* 12. März 1928 in Washington, D.C.; † 16. September 2016 in Montauk, New York) war ein US-amerikanischer Schriftsteller. Er wurde ab Ende der 1950er-Jahre durch erfolgreiche Theaterstücke wie Die Zoogeschichte, The Sandbox und vor allem Wer hat Angst vor Virginia Woolf? bekannt. Albee wurde mehrfach mit dem Tony Award und dem Pulitzer-Preis ausgezeichnet.

## Leben
Edward Albee wurde zwei Wochen nach seiner Geburt vom wohlhabenden Betreiber eines Vaudeville-Theaters adoptiert und wuchs so in der bunten Atmosphäre des Tingeltangels auf. Aufgrund der zahlreichen Reisen mit seinen Eltern musste Albee mehrfach die Schule wechseln; ein Studium am Trinity College in Hartford (Connecticut) brach er 1946 nach anderthalb Jahren ab. Schon in der frühen Kindheit faszinierte Albee das Geschehen auf der Bühne; sein Vater, der am Keith-Albee-Theatre-Circuit beteiligt war, unterstützte seine frühe Neigung zum Theater. Als Zwölfjähriger verfasste Albee 1940 sein erstes Bühnenwerk, die erotische Farce Aliqueen, und entdeckte seine Homosexualität.
Albee selber bedauerte, nicht Klavierspielen gelernt zu haben. In seiner Jugend wäre er trotz seiner Theaterleidenschaft gern Komponist geworden. Als Ersatz für die Musik schrieb er bis 1945 neben mehreren Kurzgeschichten, einem weiteren Theaterstück sowie einem 538-seitigen Roman (The Flesh of the Unbelievers, 1944) vor allem zahlreiche Gedichte, von denen eines 1945 in der texanischen Zeitschrift Kaleidoscope veröffentlicht wurde.
Mit 20 Jahren ging er nach New York City ins Greenwich Village und schlug sich mit verschiedenen Gelegenheitsjobs durch. Außerdem erhielt er ein Legat, das seine Großmutter mütterlicherseits für ihn ausgesetzt hatte, in kleineren Raten ausbezahlt.
Im Rahmen seiner diversen Gelegenheitstätigkeiten war Albee unter anderem auch ein Jahr lang für den New Yorker Sender WNYC tätig, wo er das Musikprogramm ausrichtete. Daneben verfasste er weiterhin Gedichte und begann einen zweiten Roman, den er jedoch nicht vollendete. Während eines mehrmonatigen Italienaufenthaltes arbeitete er 1952 in Florenz an einem weiteren Roman, der jedoch ebenso unveröffentlicht blieb wie die Sammlung seiner lyrischen Texte.
Das Schreiben von Theaterstücken wurde für Albees literarische Tätigkeit erst prägend, als er über 30 Jahre alt war. Kurz zuvor hatte Thornton Wilder, dem er seine Gedichte vorgelegt hatte, ihm dazu geraten, für die Bühne zu arbeiten.

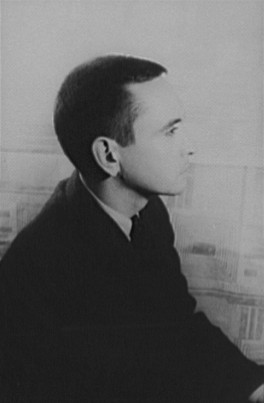
Edward Franklin Albee (1961, Fotografie von Carl van Vechten)

Großen Erfolg hatte Albee bereits mit seinem Erstlingswerk Die Zoogeschichte. 1958 geschrieben und von Samuel Beckett beeinflusst, kann man es zu den ersten US-amerikanischen Stücken des absurden Theaters zählen. Da in den Vereinigten Staaten zunächst niemand das Stück spielen wollte, fand die Uraufführung am 28. September 1959 am Schiller-Theater in West-Berlin in der Übersetzung Pinkas Brauns statt. „Der Erfolg von Berlin machte Albee die Bühne in New York frei.“ Die Erstaufführung in den Vereinigten Staaten folgte am 14. Januar 1960 am Provincetown Playhouse in Greenwich Village und brachte es auf mehr als 500 Aufführungen. Mit Wer hat Angst vor Virginia Woolf?, das am 13. Oktober 1962 am Billy Rose Theater in New York uraufgeführt wurde, etablierte sich Albee dann auch am Broadway. Es wurde sein meistgespieltes Stück und 1966 mit Elizabeth Taylor und Richard Burton auch verfilmt.
Im Oktober 1963 wurde Albees Bühnenfassung von The Ballad of the Sad Café, eine Adaption der gleichnamigen Erzählung von Carson McCullers, am Martin Beck Theater in New York uraufgeführt. Für dieses Stück erhielt Albee zahlreiche Auszeichnungen, unter anderem den Anta Award, den New York Drama Critics Award und den Antoinette Perry (Tony) Award.

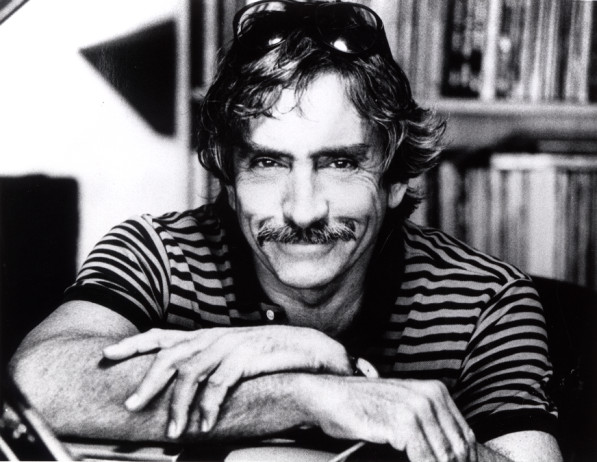
Edward Albee

Mit seinem dramatischen Gesamtwerk gewann Albee darüber hinaus fast alle wichtigen Preise, die in den Vereinigten Staaten für Literatur und Theater vergeben werden, darunter den Pulitzer-Preis und den Tony Award. In Wien wurde er mit dem Nestroy-Theaterpreis ausgezeichnet. 1966 wurde er in die American Academy of Arts and Letters und 1972 in die American Academy of Arts and Sciences gewählt. Übersetzer seiner Werke ins Deutsche war von 1959 an Pinkas Braun. Ab den 1980er Jahren entstanden auch Übersetzungen von Alissa Walser und Martin Walser.
Albee bekannte sich stets offen zu seiner Homosexualität und lebte ab 1971 mit seinem Partner Jonathan Thomas zusammen, bis dieser im Jahr 2005 an Blasenkrebs starb. Albee starb im Alter von 88 Jahren in seinem Haus in Montauk, New York.

## Werke

### Bühnenstücke
U = Uraufführung; DSE = deutschsprachige Erstaufführung
- 1958: The Zoo Story
  - Die Zoogeschichte, deutsch von Pinkas Braun, U: 28. September 1959 Schillertheater Berlin, Regie: Walter Henn
- 1959: The Death of Bessie Smith
  -  Der Tod von Bessie Smith, deutsch von Pinkas Braun, DSE: 21. April 1960, Schloßparktheater Berlin
- 1959: The Sandbox, U: 1960 New York
  - Der Sandkasten, deutsch von Pinkas Braun, DSE: 20. Dezember 1966, Stadttheater Bremerhaven
- 1959: Fam and Yam
- 1960: The American Dream. U: 1961 New York
  - Der amerikanische Traum, dt. von Pinkas Braun, DSE: 7. Oktober 1961, Schillertheater Berlin
- 1962: Who’s Afraid of Virginia Woolf? U: 13. Oktober 1962 Billy Rose Theater in New York
  - Wer hat Angst vor Virginia Woolf? deutsch von Pinkas Braun, DSE: 13. Oktober 1963 Schloßparktheater Berlin
- 1963: The Ballad of the Sad Cafe, 1963 (nach der gleichnamigen Novelle von Carson McCullers), U: 1963 New York
  - Die Ballade vom traurigen Café, deutsch von Pinkas Braun, DSE: 2. Dezember 1964, Münchner Kammerspiele
- 1964: Tiny Alice, U: 1964 New York
  - Winzige Alice, deutsch von Pinkas Braun, DSE: 3. Februar 1966, Deutsches Schauspielhaus, Hamburg
  - Winzige Alice, Neuübersetzung von Alissa und Martin Walser, DSE: offen
- 1965: Malcolm (nach dem gleichnamigen Roman von James Purdy)
  - Malcolm, deutsch von Pinkas Braun, DSE: 26. November 1969, Württembergische Landesbühne, Esslingen
- 1966: A Delicate Balance, U: 22. September 1966, Martin Beck Theater, New York
  - Empfindliches Gleichgewicht, deutsch von Pinkas Braun, DSE: 26. April 1967, Münchner Kammerspiele, Regie: August Everding
  - Empfindliches Gleichgewicht, Neuübersetzung von Alissa und Martin Walser, DSE: offen
- 1966: Breakfast at Tiffany’s (Musical nach der Novelle von Truman Capote)
- 1967: Everything in the Garden (nach einem Stück von Giles Cooper), U: 27. November 1967 New York
  - Alles im Garten, deutsch von Pinkas Braun, DSE: 5. Februar 1969, Münchner Kammerspiele, Regie: Hans Schweikart
  - Alles im Garten, Neuübersetzung von Alissa und Martin Walser, DSE: offen
- 1968: Box and Quotations of the Chairman Mao Tse-tung, U: März 1968, Buffalo
  - Kiste und Worte des Vorsitzenden Mao Tse-tung, deutsch von Pinkas Braun, DSE: 19. Januar 1969, Münchner Kammerspiele
- 1971: All Over
  - Alles vorbei, deutsch von Pinkas Braun, DSE: 6. Januar 1972, Münchner Kammerspiele
- 1974: Seascape, U: 1974 New York
  - Seeskapade, deutsch von Pinkas Braun, DSE: 13. April 1974, Burgtheater Wien
  - Strandläufer, Neuübersetzung von Alissa und Martin Walser, DSE: 28. November 1992, Renaissance-Theater, Berlin, Regie: Gerhard Klingenberg
- 1975: Listening
  - Zuhören. Ein Kammerspiel
- 1976: Counting the Ways
  - Spielarten. Ein Vaudeville
- 1979: The Lady From Dubuque, U: 31. Januar 1980, Morosco Theater, New York, Regie: Alan Schneider
  - Die Dame von Dingsville, deutsch von Pinkas Braun, DSE: 15. Mai 1982 Zimmertheater Heidelberg, Regie: Ute Richter
- 1981: Lolita (nach dem Roman von Vladimir Nabokov)
  - Lolita. Stück in 2 Akten. Eine Bearbeitung des Romans von Vladimir Nabokov
- 1981: The Man Who Had Three Arms. U: 5. April 1983, Lyceum Theatre, New York, Regie: Edward Albee
  - Der Mann, der drei Arme hatte, DSE: 16. April 1985, Torturmtheater Sommerhausen, Regie: Veit Relin
- 1982: Finding the Sun
- 1987: Marriage Play, U: 17. Mai 1987, Vienna’s English Theatre, Wien
  - Ehetheater, deutsch von Alissa und Martin Walser, DSE: offen
- 1991: Three Tall Women, U: 14. Juni 1991, Vienna’s English Theatre, Wien
  - Drei große Frauen, deutsch von Alissa und Martin Walser, DSE: 30. März 1995, Stadttheater Würzburg
- 1992: The Lorca Play
- 1993: Fragments
- 1996: The Play About the Baby, U: 2. September 1998, Almeida Theatre, London
  - Das Spiel ums Baby, deutsch von Alissa und Martin Walser, DSE: 20. November 1999, Burgtheater Wien, Regie: Holger Berg
- 2000: The Goat or Who is Sylvia?, U: 10. März 2002, Golden Theater, New York
  - Die Ziege oder Wer ist Sylvia?, deutsch von Alissa und Martin Walser, DSE: 10. Januar 2004, Burgtheater Wien, Regie: Andrea Breth
- 2001: Occupant
- 2003: Knock! Knock! Who’s There!?
- 2004: Peter & Jerry (1. Akt: Homelife, 2. Akt: The Zoo Story)
- 2007: Me Myself and I

### Essays
- Stretching My Mind. Essays 1960–2005, 2005

## Verfilmungen
- 1966: Wer hat Angst vor Virginia Woolf? (Who’s Afraid of Virginia Woolf?) – Regie: Mike Nichols
- 1973: Empfindliches Gleichgewicht (A delicate balance) – Regie: Tony Richardson

## Hörspiele
Eine Reihe von Albees Bühnenstücken wurde auch im deutschsprachigen Raum als Hörspiel-Fassungen gesendet, so Der Tod von Bessie Smith, Die Zoogeschichte, Ehetheater, Wer hat Angst vor Virginia Woolf? und Zuhören.

## Vertonungen
- William Flanagan (1923–1969): Song for a Winter Child für Singstimme und Klavier (1964)
- William Flanagan: The Lady of Tearful Regret für Koloratursopran, Bariton, Flöte, Klarinette, Klavier und Streichquartett (hrsg. 1977)

## Auszeichnungen
- 1964: Grammy für Wer hat Angst vor Virginia Woolf?
- 1985: Aufnahme in die American Theater Hall of Fame

## Sekundärliteratur
- Helmut M. Braem: Edward Albee (= Friedrichs Dramatiker des Welttheaters, Band 63). Friedrich Verlag, Velber bei Hannover, 1968, DNB 456171878.
  - Taschenbuchausgabe: Helmut M. Braem: Edward Albee. Von Henning Rischbieter ergänzte Ausgabe (= Dramatiker des Welttheaters). Deutscher Taschenbuch Verlag (dtv), München 1977, ISBN 3-423-06863-9.
- Ronald Hayman: Contemporary Playwrights – Edward Albee. Heinemann Verlag, London 1971, ISBN 0-435-18409-1.
- Herbert Rauter: Edward Albee. In: Martin Christadler (Hrsg.): Amerikanische Literatur der Gegenwart in Einzeldarstellungen (= Kröners Taschenausgabe. Band 412). Kröner, Stuttgart 1973, ISBN 3-520-41201-2, S. 488–505.